# Dorothy McEwen Kildall
Dorothy McEwen Kildall (3 de març del 1943 - 31 de gener del 2005) fou la cofundadora amb Gary Kildall de l'empresa Digital Research i una de les pioneres de Silicon Valley.
Dorothy assistí a la Universitat de Washington, però després d'uns anys abandonà la carrera per posar-se a treballar mentre el seu marit assistia a la mateixa universitat. Es casà amb Gary Kildall el 1963.
Fundà l'empresa Digital Research amb el seu marit el 1974. El seu marit s'encarregà de desenvolupar el sistema operatiu CP/M, el primer sistema operatiu per ordinadors personals, mentre ella s'encarregava d'introduir-lo al mercat. El 1977, CP/M es convertí en el sistema operatiu més popular del mercat d'ordinadors personals.
El 1980, Bill Gates estava en conversacions amb IBM sobre un sistema operatiu per la seva nova plataforma però, com que la seva empresa no en tenia, els envià a parlar amb la gent de Digital Research. Els executius d'IBM s'entrevistaren amb Dorothy McEwen, que era l'encarregada de les vendes i llicències, i li proposaren comprar els drets del seu sistema operatiu amb una sèrie de clàusules de no-divulgació. Dorothy no accedí a signar el contracte abans que fos revisat pel seu advocat. Posteriorment, les clàusules foren acceptades però Digital no acceptà la compensació econòmica que li oferia IBM de 250.000 dòlars per totes les còpies que necessitessin fer.
Davant d'aquesta situació, Bill Gates comentà a IBM l'existència del QDOS i els executius d'IBM li sol·licitaren que aconseguís una llicència. Microsoft aconseguí la llicència i basà en aquest sistema l'MS-DOS, que la dugué a la seva posició predominant actual.
Dorothy se separà i divorcià de Gary Kildall el 1983.
El 1989 comprà un ranxo i es dedicà a la seva restauració i a diferents activitats benèfiques a la seva zona de residència.
Morí de càncer de cervell el 31 de gener del 2005.